# Cassidinidea quadricarinata
Cassidinidea quadricarinata är en kräftdjursart som beskrevs av Pillai 1954. Cassidinidea quadricarinata ingår i släktet Cassidinidea och familjen klotkräftor.
Artens utbredningsområde är Madagaskar. Inga underarter finns listade i Catalogue of Life.